# Jan Trapman
Jan Trapman (Scherpenisse, 4 februari 1879 – Amsterdam, 11 september 1943) was een Nederlandse beeldhouwer.

## Leven en werk
Trapman was een zoon van de timmerman Michiel Trapman en Adriana Pieternella Donkersloot. Hij trouwde tweemaal en had uit beide huwelijken een zoon en een dochter.
Trapman leerde houtbewerken van zijn vader en steenhouwen in de praktijk. In 1897 volgde hij avondlessen aan de Koninklijke Academie voor Schone Kunsten van Antwerpen. Van ca. 1900 tot 1920 werkte hij als uitvoerder, onder meer aan een zonnewijzer voor de rijks-hbs in Leeuwarden voor Tjipke Visser. Hij maakte figuratieve beelden en was vooral bekend om zijn dierfiguren, hij deed daarvoor vaak inspiratie op in Artis, daarnaast maakte hij onder meer portretten en reliëfs voor gebouwen. Hij maakte ook houtsnijwerk. Trapman woonde en werkte in Antwerpen, Rotterdam, Den Haag en vanaf 1905 in Amsterdam. Hij was lid van Arti et Amicitiae en de Nederlandse Kring van Beeldhouwers en exposeerde met beide verenigingen, maar ook daarbuiten.
Trapman overleed op 64-jarige leeftijd.

## Werken (selectie)
- Gevelsteen kangoeroe met jong (1924), Granaatstraat, Amsterdam
- Gevelsteen leeszaal Coöperatiehof (1927), Amsterdam
- Kind met bisonkop (1931), Muzenplein, Amsterdam
- Tijger (1932), Erasmuspark, Jan van Galenstraat in Amsterdam
- IJsbeer (1932), Erasmuspark, Jan van Galenstraat in Amsterdam
- Pinguïns (1933), Beatrixpark, Amsterdam
- Plaquette met wisentkop (1938), ter gelegenheid van 100 jaar Artis, Plantage Kerklaan, Amsterdam

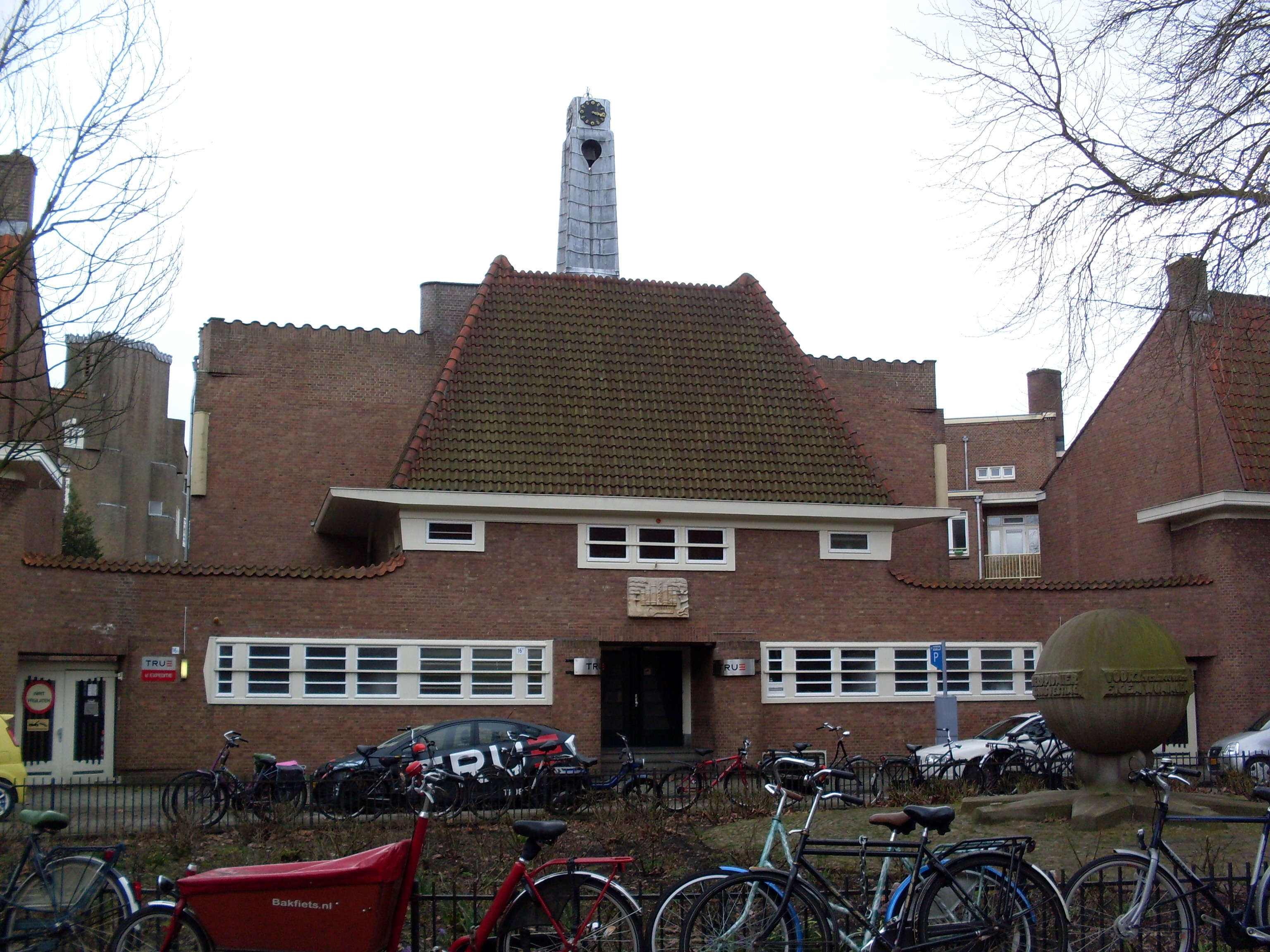
Gevelsteen leeszaal (boven entree)
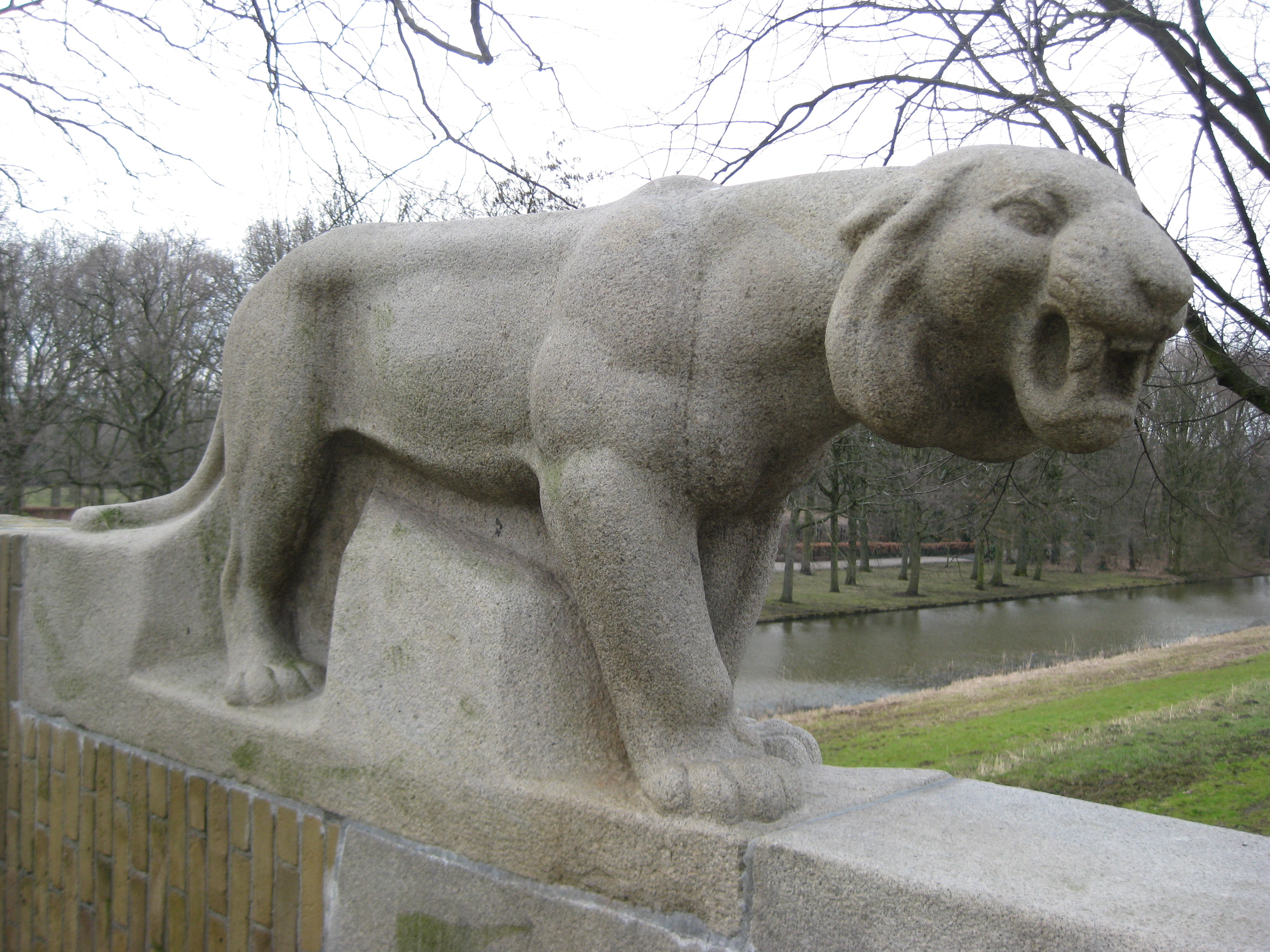
Tijger (1932)

- Biografisch Portaal: 91423962
- RKD-Nederlands Instituut voor Kunstgeschiedenis: 78095